# Pierre Séguier
Pierre Séguier (28. května 1588 – 28. ledna 1672) byl francouzský státník, člen Francouzské akademie a od roku 1635 kancléř Francie. První schůzky francouzské akademie probíhaly v Séguierově bytě. 